# 戴维·多诺霍
戴維·多諾霍（英語：David Donoho，1957年3月5日—），史丹佛大學統計學教授，同時也是人文與科學教授。他的研究包括開發構建高維數據問題低維代表性（多尺度幾何分析）的有效方法、開發降噪和壓縮感知的小波。2019年當選美國哲學會會士。

## 生平
多諾霍1978年畢業於普林斯頓大學，本科論文導師是约翰·图基。1983年獲哈佛大學博士學位，師從彼得·J·胡伯。之後於1984到1990年供職於加利福尼亞大學柏克萊分校，之後到史丹佛大學教書。他曾為20名博士生擔任導師，門生包括范剑青、伊曼紐爾·坎德斯。
1991年獲麥克阿瑟獎提名，1992年當選美國文理科學院院士，1994年獲考普斯会长奖。2001年贏得工業與應用數學會馮·諾伊曼理論獎。2002年被委任為巴斯教授。2009年獲選為工業與應用數學會會士、法國科學院外籍院士、芝加哥大學榮譽博士。2010年獲得美國數學學會和工業與應用數學會聯合頒發的诺伯特·维纳应用数学奖。他也是美國國家科學院院士。2012年當選美國數學學會會士。2013年獲邵逸夫獎數學獎。2016年獲滑鐵盧大學名譽學位。2019年獲国际数学联盟高斯獎。

## 外部連結
- 戴维·多诺霍在數學譜系計畫的資料。
- 戴维·多诺霍在史丹佛大學的履歷 （页面存档备份，存于）
- 2002年北京國際數學家大會視頻